# Ipomoea velardei
Ipomoea velardei ist eine aus Peru stammende Pflanzenart aus der Gattung der Prunkwinden (Ipomoea) aus der Familie der Windengewächse (Convolvulaceae).

## Beschreibung
Ipomoea velardei ist eine windende Kletterpflanze, der Stängel 1,5 bis 5 mm dick werden. Die Blütenstiele sind 4 bis 16 cm lang. Beide sind mit an der Basis knollig verdickten, 2 bis 4 mm langen, aufrechten Trichomen behaart. Die Blattspreiten sind eiförmig, oftmals herzförmig, wobei die Lappen gerundet sind. Die Spitze ist zugespitzt oder manchmal zipfelig und stachelspitzig. Sie werden 6 bis 20 cm lang und 4,5 bis 20 cm breit. Die Unterseite ist unbehaart, die Oberseite ist spärlich behaart und bewimpert.
Die Blütenstände sind Zymen aus drei bis sieben Blüten. Die Blütenstandsstiele sind 4 bis 21 mm lang und ähnlich den Stängeln behaart. Die Tragblätter sind abfallend, fast langgestreckt, abgestumpft, 4 bis 6 mm lang und nur von einer sichtbaren Ader durchzogen. Die Vorblätter sind ähnlich, nur schmaler. Die Blütenstiele sind 6 bis 14 mm lang und biegen sich nach der Blütezeit zurück und verlängern sich dann auf 4 cm. Sie sind mit einigen langen, rückwärtsgerichteten Trichomen besetzt. Die Blütenknospen sind seidig. Die Kelchblätter sind elliptisch oder nahezu eiförmig, abgestumpft, unbehaart und nahezu gleichgestaltig. Sie werden 5,5 bis 6,5 mm lang und 3,4 bis 4,2 mm breit. Die Krone ist trichterförmig, violett-blau und innen grünlich, sie ist 2,5 bis 2,8 mm lang und außen lang-borstig behaart. Die Staubblätter treten in zwei Längen auf, sie haben eine Länge von etwa 2 mm bzw. 17 mm, an der Basis sind die Staubfäden drüsig behaart. Der Fruchtknoten verschmälert sich in den Griffel.
Die Frucht ist (im unreifen Zustand beobachtet) eine unbehaart, eiförmige, 12 mm lange, zweikammerige, vierklappige Kapsel.

## Verbreitung
Die Art kommt in Peru und Ecuador vor.